# Liceo scientifico statale Giovanni Spano
Il liceo scientifico statale Giovanni Spano è una scuola secondaria di secondo grado della provincia di Sassari. 
Come liceo scientifico è stato fondato con la riforma Gentile del 1923.

## Storia
Il liceo nacque come "regio liceo scientifico di Sassari" nel 1923, tale uno dei 37 licei scientifici istituiti, uno per provincia, dalla riforma Gentile.
Il 6 settembre 1928 venne intitolato all'archeologo, linguista, etnologo, docente universitario e presbitero sardo Giovanni Spano. Durante il discorso d'inaugurazione dell'anno scolastico 1928-29 il professore Giuseppe Chiarini infatti disse:
Il liceo ebbe la sua prima sede a Porta Nuova. Venne trasferito in piazza Marconi dopo la seconda guerra mondiale in seguito a ripetute richieste dei presidi che lamentavano la mancanza di locali adeguati. L'istituto in seguito venne trasferito nel nuovo edificio di via Monte Grappa sede grazie al preside e presidente della provincia.